# Julija Savitjeva
Julija Stanislavovna Savitjeva (ryska: Ю́лия Станисла́вовна Са́вичева), född 14 februari 1987 i Kurgan, är en rysk popsångerska.
Savitjeva representerade Ryssland i Eurovision Song Contest 2004 med låten Believe Me. Hon var direktkvalificerad till finalen och kom där på elfte plats med 67 poäng. Året därpå släppte hon sitt debutalbum, Vysoko. 

## Diskografi
- Vysoko (2005)
- Esli v serdtse zhivjot ljubov (2005)
- Magnit (2006)
- Origami (2008)
- Pervaja ljubov (2009)
- Serdtsebienie (2012)